# Huisnetwerk

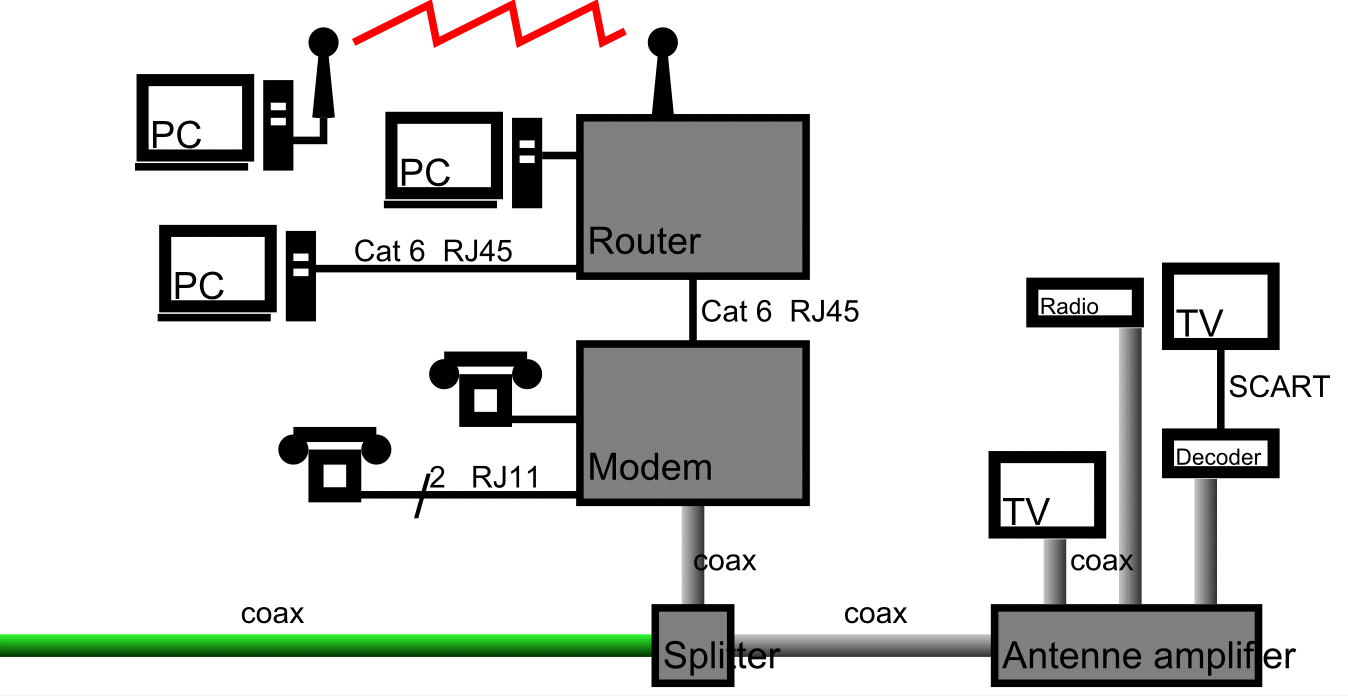
Een schematische voorstelling van een typisch thuisnetwerk uit het begin van deze eeuw.

Een huisnetwerk, thuisnetwerk of HAN (van het Engels: Home Area Network) is een computernetwerk dat gebruikt wordt in een woning of in een klein bedrijf. In Nederlandse huishoudens zijn huisnetwerken doorgebroken vanaf 2000, na de introductie van ADSL en de komst van draadloos breedbandinternet.
Oorspronkelijk werden huisnetwerken vooral gebruikt voor het verbinden van computers onderling in een klasse C-privénetwerk en het verbinden van de gateway van de router met een breedbandmodem van een internetserviceprovider (ISP). Tegenwoordig worden huisnetwerken echter meer gebruikt om draadloze apparaten via Wi-Fi onderling te verbinden. Sinds de inburgering van Wi-Fi worden huisnetwerken vooral gebruikt voor het onderling verbinden van apparaten als spelcomputers, laserprinters, internet- en DECT-telefoons, tabletcomputers en smart-tv's.
Sinds smartphones met Wi-Fi zijn uitgerust, en sinds 4G-netwerken en mobiel internet steeds gemakkelijker via tablet computers en laptops toegankelijk geworden zijn, raken veel huisnetwerken steeds verder met mobiele netwerken geïntegreerd. Daardoor kunnen gebruikers van een huisnetwerk tegenwoordig ook toegang krijgen tot smart grids, slimme meters, elektrische auto's of tot allerlei andere objecten op het internet der dingen.

## Huisnetwerken als gebruiksvriendelijke datanetwerken

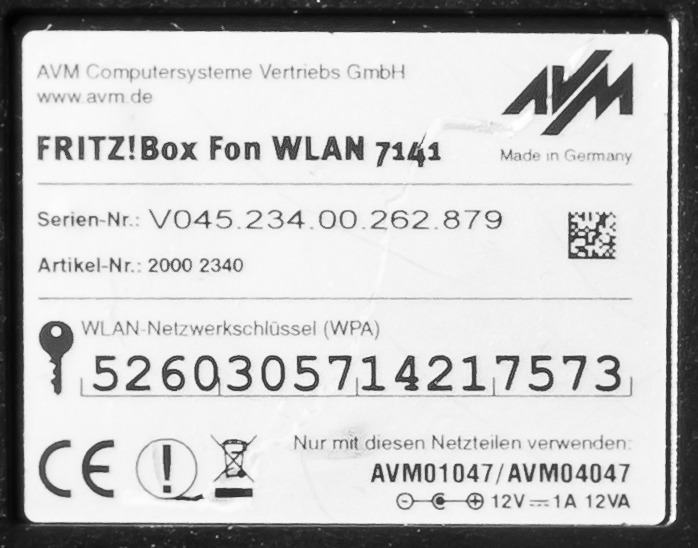
De default WPA-sleutel staat afgedrukt op de sticker op de onderkant van deze FRITZ!Box WLAN-router. De WPA-sleutel van een WLAN-router wordt na een "harde reset" opnieuw met deze default WPA-sleutel geïnitieerd.

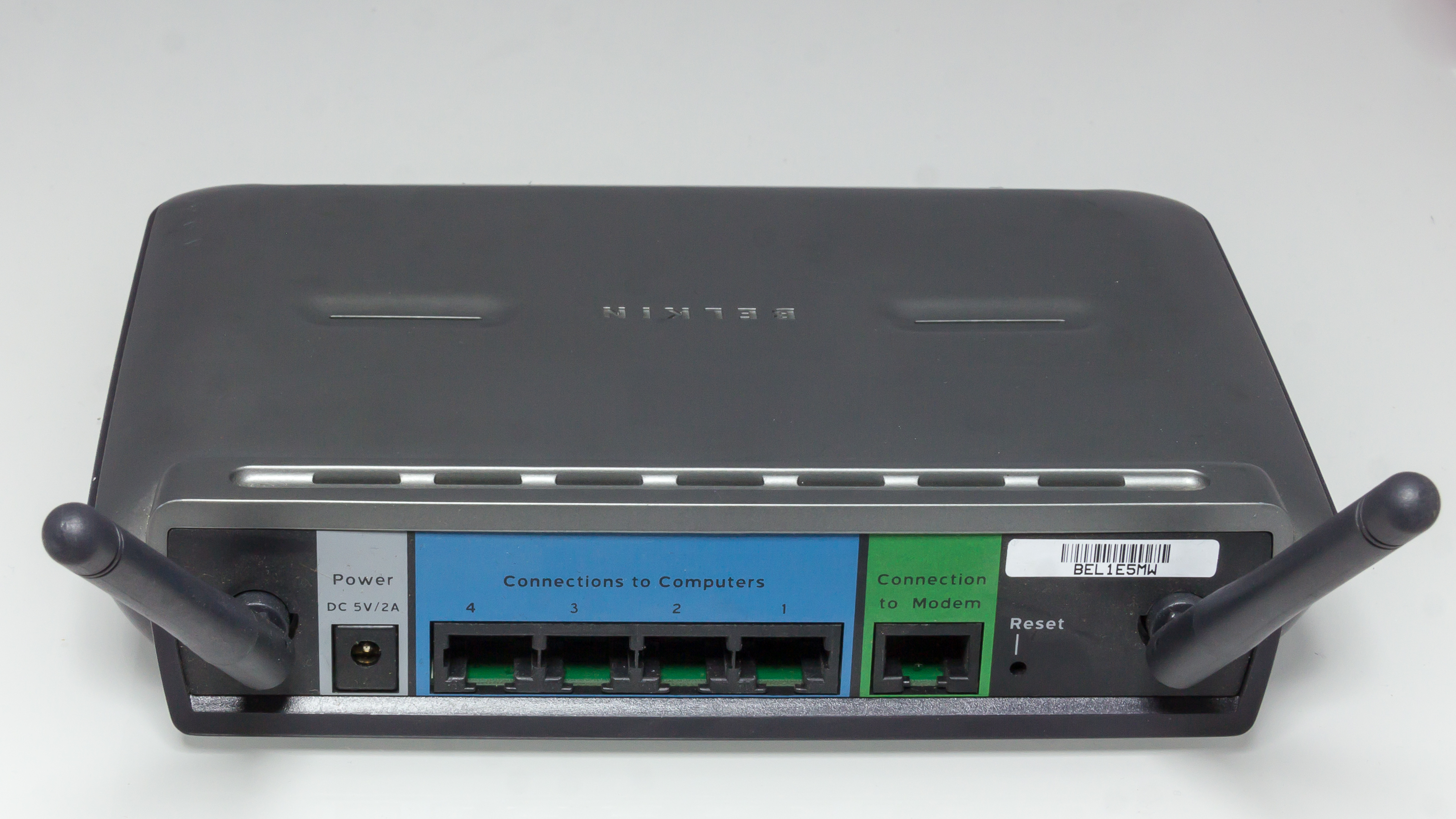
Eenvoudige Belkin WLAN-router met een gateway naar internet via een breedbandmodem (groen), een LAN met vier ethernetpoorten (blauw) en een wireless access point.

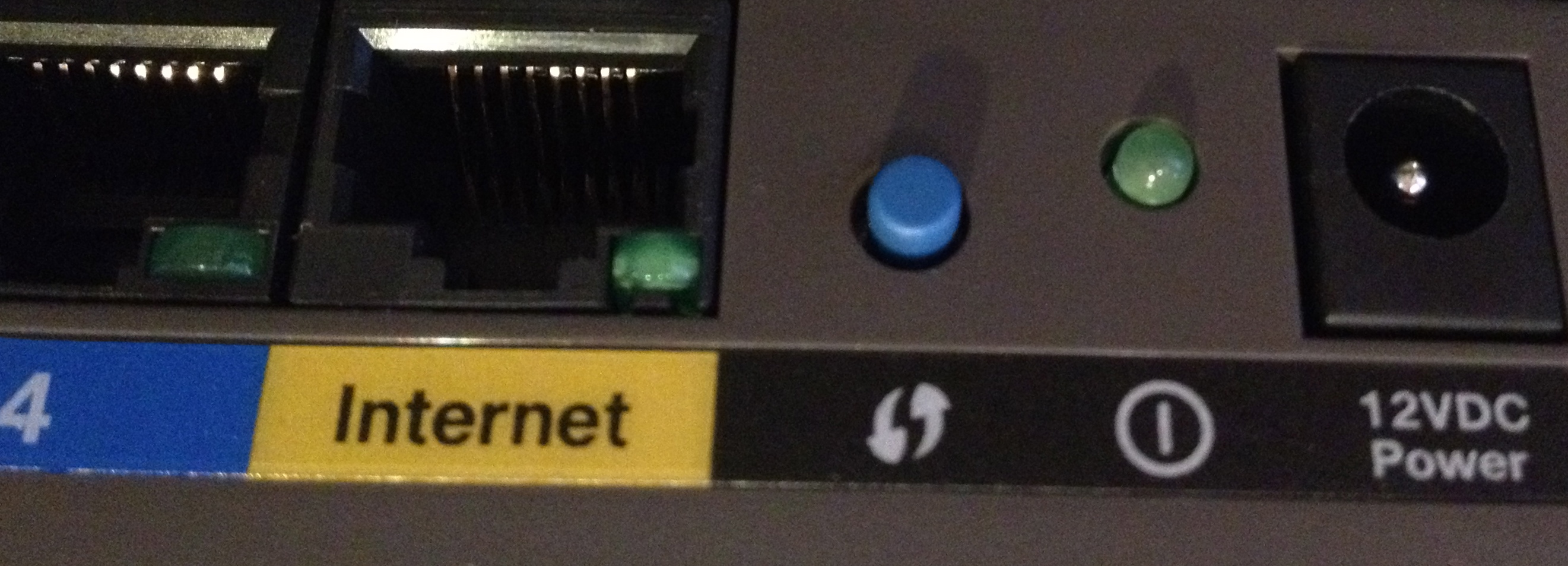
Het blauwe WPS knopje aan de achterkant van een Cisco Systems E2500 Wi-Fi-router.

Er zijn twee belangrijke redenen waarom niet alle netwerkapparatuur geschikt is voor een snel en geavanceerd datanetwerk:
- In de meeste huizen is geen netwerkbeheerder aanwezig die in staat is om de apparatuur voor een groot en geavanceerd datanetwerk goed te beheren.
- Slechts weinig mensen zijn bereid in hun huis bekabeling aan te brengen uitsluitend ten behoeve van een snel en geavanceerd datanetwerk.

Daarom wordt bij de aanleg van huisnetwerken vaak gekozen voor de installatie van foolproof en betaalbare netwerkapparatuur op basis van een geïntegreerde breedbandmodem met router en wireless access point. De geïntegreerde breedbandmodem/Wi-Fi-router kan aangevuld worden met netwerkapparatuur die zoveel als mogelijk gebruik kan maken van reeds aanwezige bekabeling, zoals elektriciteitsbekabeling en reeds aanwezige glasvezel-, ethernet- of telefoonbekabeling.

## Netwerkbeheer en beveiliging
Het beheer en de beveiliging van een huisnetwerk kan voor een groot deel met een willekeurige computer, die met een ethernetkabel op het huisnetwerk is aangesloten, via de webinterface van de router geregeld worden. Door met een webbrowser vanaf een computer op de router in te loggen kan de beheerder met behulp van een webapplicatie het huisnetwerk configureren.

### SSID en WPA-sleutel
Het Wi-Fi-netwerk bestaat meestal uit een WLAN-router of uit een WAP met een switch. Tijdens de installatie kunnen de instellingen van de standaard SSID en WPA-sleutel, die door de internetprovider of de leverancier van de Wi-Fi-apparatuur zijn ingesteld, het best direct vervangen worden door een persoonlijke SSID en een robuuste WPA-sleutel. Het vervangen van de SSID en de WPA-sleutel verkleint het risico op beveiligingslekken in het draadloze netwerk. Sommige default WPA-sleutels konden in het verleden bijvoorbeeld gemakkelijk afgeleid worden uit de combinatie van bekende SSID's en serienummers of merk- en type-aanduidingen van netwerkapparatuur die door bepaalde providers geleverd werd.
De nieuwe SSID en WPA-sleutel kunnen gebruikt worden om andere draadloze netwerkapparatuur aan het thuisnetwerk toe te voegen. Door, indien mogelijk, gebruik te maken van Wi-Fi Protected Setup (WPS) kan de installatie van draadloze netwerkapparatuur versneld en vereenvoudigd worden.

### Firewalls
Soms kan een bewakingscamera, webcam, printer of netwerkschijf voorzien zijn van slecht beveiligde software of gemakkelijk te raden wachtwoorden zoals "admin". Als zulke standaardinstellingen van gebruikersnamen en wachtwoorden niet veranderd worden kan een nieuw apparaat soms door onbekenden of kwaadwillenden vanaf het internet bediend worden of kunnen gevoelige gegevens, die bijvoorbeeld op een netwerkschijf opgeslagen zijn, door onbekenden uitgelezen worden.
Een firewall kan meestal voorkomen dat een gluurder of een boef vanaf internet, via een open TCP- of UDP-poort, toegang tot een thuisnetwerk kan krijgen, maar een firewall beschermt niet tegen beveiligingslekken via internetverbindingen die door een slordige of foutieve configuratie van apparaten zijn ontstaan. Een firewall biedt bijvoorbeeld weinig of geen bescherming tegen spyware die door een gebruiker is geïnstalleerd, of tegen spam, phishing, etc.

### Beveiligingstesten en netwerkscans
Het IPv4-adres van de gateway van het huisnetwerk op internet is vanaf een computer op een privénetwerk te vinden via verschillende websites.
Op internet zijn ook legio websites te vinden met tools waarmee portscans uitgevoerd kunnen worden.
Een portscan van de gateway/router vanaf internet kan bijvoorbeeld ook met behulp van een scanner als nmap uitgevoerd worden vanaf een computer die zich op een ander computernetwerk bevindt.

#### IP-adressen en domeinnaam
Huisnetwerken zijn doorgaans klasse C privénetwerken (RFC 1918) met een router waarop ruim 250 computers aangesloten kunnen worden. De IPv4-adressen binnen een 8-bits klasse-C adresblok lopen van 192.168.ccc.1 tot 192.168.ccc.254. Op computers met een Microsoft Windows besturingssysteem kunnen de IP-adressen van DHCP- en DNS-servers en de TCP/IP-configuratie met ipconfig-opdrachten opgezocht worden.
Op Unix-achtige platforms kunnen IPv4-adressen en de host- en domeinnaam van computers binnen een huisnetwerk onder andere met behulp van ifconfig-, hostname- en host-opdrachten opgezocht worden:
```
$
 /bin/hostname
laptop
$ host laptop
laptop.home.box has address 192.168.32.37
...
```

De domeinnaam van de hostcomputer op het lokale netwerk is in dit voorbeeld laptop.home.box en de domeinnaam van de router/DHCP-server op het huisnetwerk is home.box met het IPv4-adres 192.168.32.1.

#### Portscans en zombiecomputers
Het 8-bits 192.168.100.0/24-blok (in CIDR-notatie) telt de 256 IP-adressen. De poorten van computers op het netwerk kunnen snel gescand worden met behulp van de nmap-opdracht:
```
$ nmap 192.168.100.0/24
```

of mogelijk beter met de toevoeging van de -sn-optie waarmee een netwerkscan met ping wordt uitgevoerd, zonder een portscan.
Soms kan het tijdens een portscan of een netwerkscan, vanaf een willekeurig IP-adres op een lokaal netwerk, lijken alsof er een dode host, een zwart gat of een zombiecomputer op het netwerk aanwezig is. In sommige gevallen kan zich op het betreffende IP-adres een mobiel apparaat bevinden dat is uitgerust met een "slimme" en vrij "achterdochtige" stateful firewall die, om veiligheidsredenen, niet reageert op port- en netwerkscanners of op ICMP-pakketjes van andere "verdachte" netwerkapparatuur. Dode mobiele apparaten en computers die op zombiecomputers lijken kunnen eventueel getest worden met behulp van een -sI-optie en een tweede host, hoewel deze testmethode ook geen positief resultaat garandeert. (Zie de nmap-manual.)
Andere scans en beveiligingstesten kunnen uitgevoerd worden met onder meer Kismet, Wireshark, Aircrack-ng en met de tools op live-DVD's of USB-sticks met Kali Linux.

## Soorten huisnetwerken
Huisnetwerken vervoeren eigenlijk altijd IP-verkeer. Op de laag daaronder (dat wil zeggen, in het OSI-model) verschillen ze wel, maar lijken ze eigenlijk allemaal erg sterk op ethernet. De verschillende huisnetwerken onderscheiden zich met name op OSI laag 1 en 0.
- Ethernet maakt gebruik van Cat5 (100BASE-T)-bekabeling of snellere varianten zoals Cat5e (1000BASE-T) en is de de facto-standaard voor computernetwerken. Het grote nadeel van huisnetwerken gebaseerd op ethernet is dat voor de aanleg ervan extra kabels gelegd dienen te worden, aangezien nieuw gebouwde woonhuizen nog steeds niet standaard met dit type bekabeling worden opgeleverd.
- Wifi is een draadloos netwerk dat ook steeds vaker als huisnetwerk gebruikt wordt. Wifi is oorspronkelijk ontwikkeld voor de zakelijke markt. Het gevolg daarvan is dat wifi-netwerken voor de gemiddelde consument te ingewikkeld zijn om goed en veilig te configureren. Daarnaast is hun snelheid van gegevensoverdracht slechts beperkt en afhankelijk van de afstand tussen de zender en de ontvanger. Bij te grote afstanden of te veel obstakels tussen zender en ontvanger, is er helemaal geen gegevensoverdracht meer mogelijk.
- HomePNA is een technologie die oorspronkelijk gebruikmaakte van bestaande telefoonbekabeling in huis om, naast telefonie, ook data te transporteren. Versie 2 van dit protocol is een tijdje populair geweest in de Verenigde Staten, totdat wifi echt doorbrak en HomePNA verslagen heeft. In Nederland is HomePNA nooit echt doorgebroken vanwege het beperkte aantal telefoonstopcontacten per huis en het veelvuldig gebruik van ISDN en/of huiscentrales, beide zaken die de goede werking van HomePNA in de weg staan. De huidige versie (3.0) kan ook gebruikmaken van bestaande coax-bekabeling. Het aantal coax-aansluitingen per huis is in de meeste landen nog kleiner dan het aantal telefoonaansluitingen, wat de inzetbaarheid lastig maakt. Een groot voordeel is wel de hoge snelheden die gehaald worden (200 Mbps) en de ongevoeligheid voor storingen. HomePNA wordt met name ingezet in de zakelijke markt, bijvoorbeeld in hotels en ziekenhuizen bij de overstap van analoge tv naar IPTV.
- HomePlug is een technologie waarbij de gegevensoverdracht plaatsvindt over het elektriciteitsnet. Het hyperoniem Power Line Communication (PLC) bestaat al decennia, maar door een gebrek aan standaardisatie en relatief lage snelheden van gegevensoverdracht is het nog steeds niet echt doorgebroken. In de zomer van het jaar 2006 zouden de eerste producten volgens de HomePlug AV-standaard op de markt komen, die een snelheid van 200 Mbps zouden moeten kunnen halen. Begin 2005 heeft de chipfabrikant DS2 ook al een PLC-oplossing op de markt gebracht die 200 Mbps haalde, maar deze voldeed niet aan de HomePlug-standaard. PLC is in een aantal Europese landen, waaronder Spanje, Italië en België, al succesvol ingezet voor met name het transport van IPTV-verkeer vanaf een DSL-modem tot de settopbox bij de tv.